# Парадокс спостерігача
У теоретичній та експериментальній фізиці, а також у гуманітарних науках парадокс спостерігача пов'язаний із ситуацією, коли феномен, що піддається спостереженню, мимоволі підпадає під вплив через сам факт присутності спостерігача/дослідника

## У лінгвістиці
У галузі соціолінгвістики термін парадокс спостерігача вперше був застосований Вільямом Лабовим, який заявив стосовно нього:
метою лінгвістичних досліджень суспільства має бути встановлення того, як люди розмовляють коли за ними не ведеться систематичне спостереження; досі ми могли отримувати ці дані лише завдяки систематичним спостереженням
Поняття пов'язане з неточностями, з якими стикаються соціолінгвісти, провадячи польові дослідження, під час яких збирання даних, пов'язаних із повсякденним спілкуванням ускладнюється самим фактом присутності дослідника. У той час, як дослідник намагається спостерігати повсякденну розмову, того, хто говорить на інтерв'ю, то останній, знаючи, що все, що він скаже буде використано у науковому дослідженні, швидше за все, промовлятиме у більш формальний, офіційний спосіб. Це створює дані, що не є репрезентативними відносно типового промовляння піддослідного і парадокс полягає у тому, що якби дослідник не був присутнім, то промовець використовував би повсякденну форму спілкування.

## Хоторнський ефект
Цей варіант феномена названий на честь Заводу Хоторна (англ. Hawthorne Works), де інженери з продуктивності праці у 1920-х і 1930 рр. намагалися з'ясувати, чи призводять належні фізичні умови праці, такі як освітлення, до покращення її продуктивності. Інженери зазначили, що коли вони надавали кращі умови роботи на конвеєрі, ефективність зростала. Але коли умови праці були поверненні до початкових і спостерігали працівників, то їхня ефективність знову зросла. Інженери з'ясували, що саме спостереження за робітниками призвело до покращення їх продуктивності, а не зміни умов праці. Термін "Хоторнський ефект" був застосований у 1955 Генрі Ландсбергом. Багато дослідників вірять, що доведення існування Хоторнського ефекту перебільшено.[джерело?]

## Подолання парадоксу
Лабов вірив, що стиль і спосіб, у який суб'єкт промовляє, визначається обсягом уваги до його манери говоріння. Відповідно до J.K. Chambers Соціолінгвістичної теорії Лабова, "найуспішнішою [стратегією], щоби суб'єкт забув про неприродність ситуації буде згадування про вуличні ігри та ситуації, небезпечні для життя. Найнадійнішим способом викликати повсякденне мовлення буде випадкове відволікання на членів сім'ї та друзів поки запис включено". Згідно Лабова, коли суб'єкт переповідає дуже емоційні історії зі свого життя, то його, швидше за все, спіткає спогади про значні події з життя, і тому це більше відвертатиме уваги від манери говоріння, переводячи до повсякденного стилю. 
У дослідженні Лабова The Social Stratification of (r) in New York City Department Stores, він ставив цілі "побачити, як люди використовують мову у контексті коли відсутнє явне спостереження" (p. 43). Він досягнув цього ставлячи кілька запитань робітникам Нью-Йорку, розроблених для того, аби отримати однакову відповідь - фразу, "Четвертий поверх". Він слідував за відповіддю працівника, ставлячи уточнювальне запитання, спрямоване на досягнення формальної відповіді. При отриманні відповіді, Лабов відходив від того, хто говорив і записував, що він чув. Тут ми бачимо приклад інтерв'ювання Лабовим своїх суб'єктів із систематичним використанням швидкого та анонімного спостереження у вивченні лінгвістичної структури різних розмовних спільнот. Згідно з Лабовим, його швидкий та анонімний підхід інтерв'ювання це швидше для переконання, що суб'єкт чинитиме опір спостереженню за його мовленням.